# Campeonato de España de Ciclismo en Ruta 1972
El LXXI Campeonato de España de Ciclismo en Ruta se disputó en Segovia el 25 de junio de 1972 sobre 221 kilómetros de recorrido.
El ganador fue el conquense Luis Ocaña que se impuso en solitario en el recorrido por el circuito de La Piedad de Segovia. Ocaña se escapó en la antepenúltima vuelta del circuito, a 34 kilómetros del final, sin que los integrantes del potente equipo Kas pudieran hacer nada para evitarlo. Domingo Perurena y Agustín Tamames completaron el podio. 

## Clasificación final

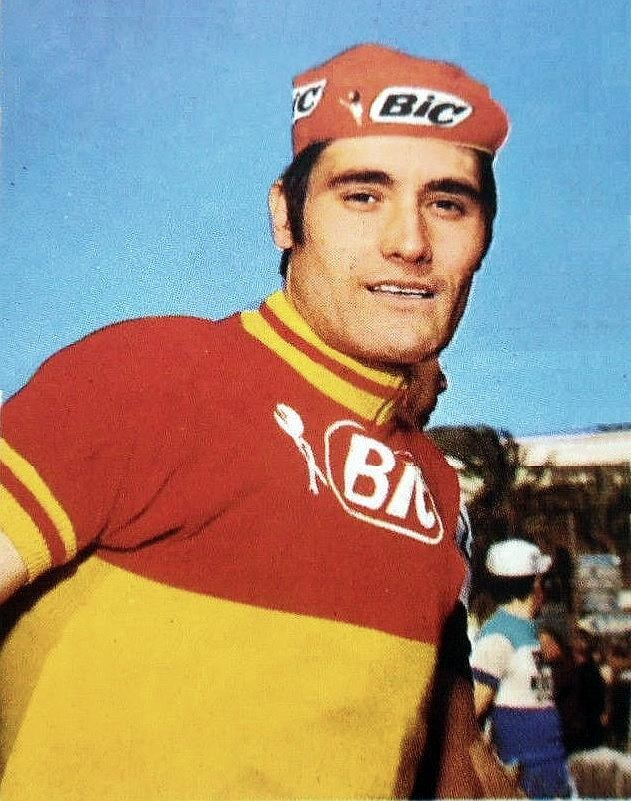
El campeón, Luis Ocaña

| Pos. | Ciclista                    | Equipo                    | Tiempo    |
| ---- | --------------------------- | ------------------------- | --------- |
| 1.   | Luis Ocaña                  | Bic                       | 5h 46'57" |
| 2.   | Domingo Perurena            | Kas                       | a 2'43"   |
| 3.   | Agustín Tamames             | Werner                    | m.t.      |
| 4.   | José Manuel López Rodríguez | La Casera-Peña Bahamontes | m.t.      |
| 5.   | Juan Zurano                 | La Casera-Peña Bahamontes | m.t.      |
| 6.   | Antonio Martos              | Kas                       | m.t.      |
| 7.   | Pascual Fandos              | Kas                       | m.t.      |
| 8.   | José Pesarrodona            | Kas                       | m.t.      |
| 9.   | Enrique Sahagún             | La Casera-Peña Bahamontes | m.t.      |
| 10.  | Jesús Esperanza             | La Casera-Peña Bahamontes | m.t.      |